# アメリカ合衆国のファーストレディの回想録一覧

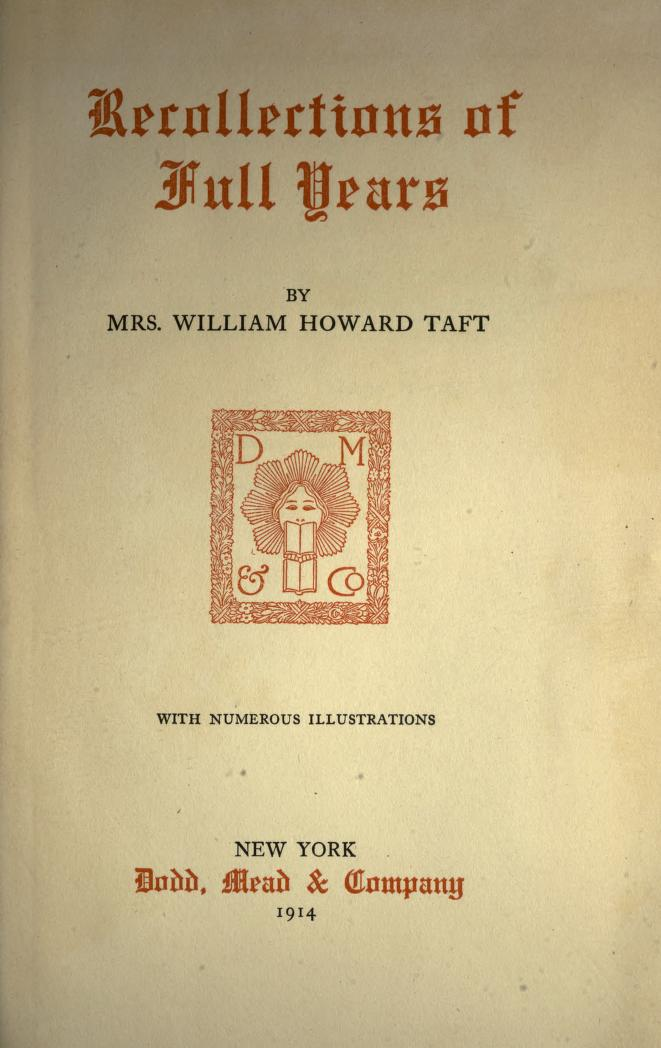
ヘレン・タフトによる『Recollections of Full Years』の表紙。

歴代アメリカ合衆国のファーストレディのうち、14名が合計で23冊の回想録を著している。ファーストレディとはホワイトハウスの女主人を指し、例外もあったものの慣例ではアメリカ合衆国大統領夫人が務める。20世紀以降のファーストレディの回想録はすべてベストセラーになっており、中には大統領自身の回想録より売れたものも存在する。
アビゲイル・アダムズの書簡集は1840年に『Letters of Mrs. Adams, the Wife of John Adams』として出版され、ルイーザ・アダムズも自伝を書くことを数度試みたとされるが、アダムズは自伝を出版しようとはしなかった。ドリー・マディソンの回想録と書簡集は1886年に『Memoirs and Letters of Dolley Madison, Wife of James Madison, President of the United States』という題名で出版されたが、実際にはマディソンの姪にあたるメアリー・カッツが著し、ルシア・カッツ（Lucia Cutts）が編集した作品である。
ジュリア・グラントは回想録を著し、出版しようとした最初のファーストレディであり、彼女は夫ユリシーズ・グラントの死後、1890年代に『Personal Memoirs of Julia Dent Grant』を著した。しかし、彼女が回想録の価値を見誤ったこともあり、1902年に死去するまでに回想録を出版してくれる出版社を見つけられなかった。グラントの回想録はその後、1975年に出版された。存命中に回想録が出版された最初のファーストレディはヘレン・タフト（1914年）である。大統領夫人による回想録は1970年代まで珍しいものであり、タフトの後、1970年までに回想録を著して出版したファーストレディはイーディス・ウィルソン、グレース・クーリッジ、エレノア・ルーズベルト、レディ・バード・ジョンソンの4名である。このうち、クーリッジの回想録は1冊の書籍ではなく、1930年代に『ジ・アメリカン・マガジン』誌の記事という形で出版された。1978年にベティ・フォードが1冊目の回想録を出版した以降、ファーストレディの大半が存命中に1冊以上の回想録を出版している。
初期の回想録はあまり重要でない事柄に着目することが多く、またファーストレディ自身の私生活に着目することも多かった。ヘレン・タフトの回想録は『ザ・サン』紙から「明るくウィットに富み、人を喜ばせる思い出」と形容され、イーディス・ウィルソンの『My Memoir』（1939年出版）は同時代の『ニューヨーク・タイムズ』紙のレビューなどで衣装や社交行事に終始していると批判された。4冊の自伝を著したエレノア・ルーズベルトはこの傾向を変え、自身の私生活よりも政治問題について書くようになった。 レディ・バード・ジョンソンはまず200万文字の自伝を後述して書き取らせた後、それを30万文字に短縮し、『大統領夫人日記: ホワイトハウスの5年間』として出版した。この自伝は成功し、夫リンドン・ジョンソンの回想録より売れた。ジャクリーン・ケネディ・オナシスは自身では自伝を書かなかったが、1960年代にメアリー・V・R・テイヤーによる『Jacqueline Kennedy』と『Jacqueline Kennedy: The White House Years』の編集に関わった。
ベティ・フォード、ロザリン・カーター、バーバラ・ブッシュによる回想録はそれぞれ夫の回想録より売れた。ナンシー・レーガンによる『マイ・ターン: ナンシー・レーガン回想録』（1989年）は夫への「復讐」とみられる内容により「マイ・バーン」（My Burn、「私のやけど」）とのあだ名がつけられたが、ベストセラーになり、3か月以上ニューヨーク・タイムズのベストセラーリストにランクインした。ミシェル・オバマは回想録『マイ・ストーリー』（2018年出版）の出版にあたり、頭金6000万米ドルを受け取っており、回想録も2019年11月時点で115万冊以上の売上を叩き出した。直近に出版されたファーストレディの回想録はメラニア・トランプによる『メラニア』（2024年出版）である。

## 一覧
| 原題                                                         | 日本語訳                                               | ファーストレディ           | 出版社                               | 年   | 識別子                                 | 注釈       |
| ------------------------------------------------------------ | ------------------------------------------------------ | -------------------------- | ------------------------------------ | ---- | -------------------------------------- | ---------- |
| Personal Memoirs of Julia Dent Grant                         | （なし）                                               | ジュリア・グラント         | パットナム・パブリッシング・グループ | 1975 | ISBN 978-0-399-11386-4 OCLC 1362819    | [ 注釈 2 ] |
| Recollections of Full Years                                  | （なし）                                               | ヘレン・タフト             | ドッド・ミード・アンド・カンパニー   | 1914 | OCLC 1071952821                        |            |
| My Memoir                                                    | （なし）                                               | イディス・ウィルソン       | ボブズ＝メリル・カンパニー           | 1939 | OCLC 300015696                         |            |
| This is My Story                                             | （なし）                                               | エレノア・ルーズベルト     | ハーパー&ブラザーズ                  | 1937 | OCLC 1222392544                        |            |
| This I Remember                                              | （なし）                                               | エレノア・ルーズベルト     | ハーパー&ブラザーズ                  | 1949 | OCLC 1222358304                        |            |
| On My Own: The Years since the White House                   | （なし）                                               | エレノア・ルーズベルト     | ハーパー&ブラザーズ                  | 1958 | OCLC 1007583041                        |            |
| The Autobiography of Eleanor Roosevelt                       | （なし）                                               | エレノア・ルーズベルト     | ハーパー&ブラザーズ                  | 1961 | OCLC 241967                            | [ 注釈 3 ] |
| A White House Diary                                          | 大統領夫人日記: ホワイトハウスの5年間                  | レディ・バード・ジョンソン | ホルト、ラインハート&ウィンストン    | 1970 | ISBN 978-0-03-085254-1 OCLC 247688211  |            |
| The Times of My Life                                         | （なし）                                               | ベティ・フォード           | ハーパー&ロー                        | 1978 | ISBN 978-0-06-011298-1 OCLC 1089520085 | [ 注釈 4 ] |
| Betty: A Glad Awakening                                      | （なし）                                               | ベティ・フォード           | ダブルデイ                           | 1987 | ISBN 978-0-385-23502-0 OCLC 624464837  | [ 注釈 4 ] |
| First Lady from Plains                                       | （なし）                                               | ロザリン・カーター         | ホートン・ミフリン                   | 1984 | ISBN 978-0-395-35294-6 OCLC 608350043  |            |
| Everything to Gain: Making the Most of the Rest of Your Life | （なし）                                               | ロザリン・カーター         | ランダムハウス                       | 1987 | ISBN 978-0-394-55858-5 OCLC 1020180943 | [ 注釈 5 ] |
| Nancy: The Autobiography of America's First Lady             | ナンシー・レーガン: 大統領夫人の愛と生き方             | ナンシー・レーガン         | ハーパーコリンズ                     | 1980 | ISBN 978-0-688-03533-4 OCLC 5613799    | [ 注釈 6 ] |
| My Turn: The Memoirs of Nancy Reagan                         | マイ・ターン: ナンシー・レーガン回想録                 | ナンシー・レーガン         | ランダムハウス                       | 1989 | ISBN 978-0-394-56368-8 OCLC 19921006   | [ 注釈 7 ] |
| Barbara Bush: A Memoir                                       | （なし）                                               | ローラ・ブッシュ           | スクリブナー                         | 1994 | ISBN 978-0-02-519635-3 OCLC 733651482  |            |
| Reflections: Life After the White House                      | （なし）                                               | ローラ・ブッシュ           | スクリブナー                         | 2004 | ISBN 978-0-7432-5582-0 OCLC 57355785   |            |
| Living History                                               | リビング・ヒストリー: ヒラリー・ロダム・クリントン自伝 | ヒラリー・クリントン       | サイモン&シュスター                  | 2003 | ISBN 978-0-7432-2224-2 OCLC 961885123  |            |
| Hard Choices                                                 | 困難な選択                                             | ヒラリー・クリントン       | サイモン&シュスター                  | 2014 | ISBN 978-1-4767-5144-3 OCLC 900303720  |            |
| What Happened                                                | WHAT HAPPENED 何が起きたのか?                          | ヒラリー・クリントン       | サイモン&シュスター                  | 2017 | ISBN 978-1-5011-7556-5 OCLC 1003606642 |            |
| Spoken from the Heart                                        | ローラ・ブッシュ自伝 脚光の舞台裏                      | ローラ・ブッシュ           | スクリブナー                         | 2010 | ISBN 978-1-4391-5520-2 OCLC 669262090  |            |
| Becoming                                                     | マイ・ストーリー                                       | ミシェル・オバマ           | クラウン・パブリッシング・グループ   | 2018 | ISBN 978-1-5247-6313-8 OCLC 1079014347 |            |
| Where the Light Enters: Building a Family                    | （なし）                                               | ジル・バイデン             | フラットアイロン・ブックス           | 2019 | ISBN 978-1-250-18234-0 OCLC 1198401967 | [ 注釈 8 ] |
| Melania                                                      | （なし）                                               | メラニア・トランプ         | スカイホース・パブリッシング         | 2024 | ISBN 978-1-5107-8269-3 OCLC 1456034308 |            |